# Maturka

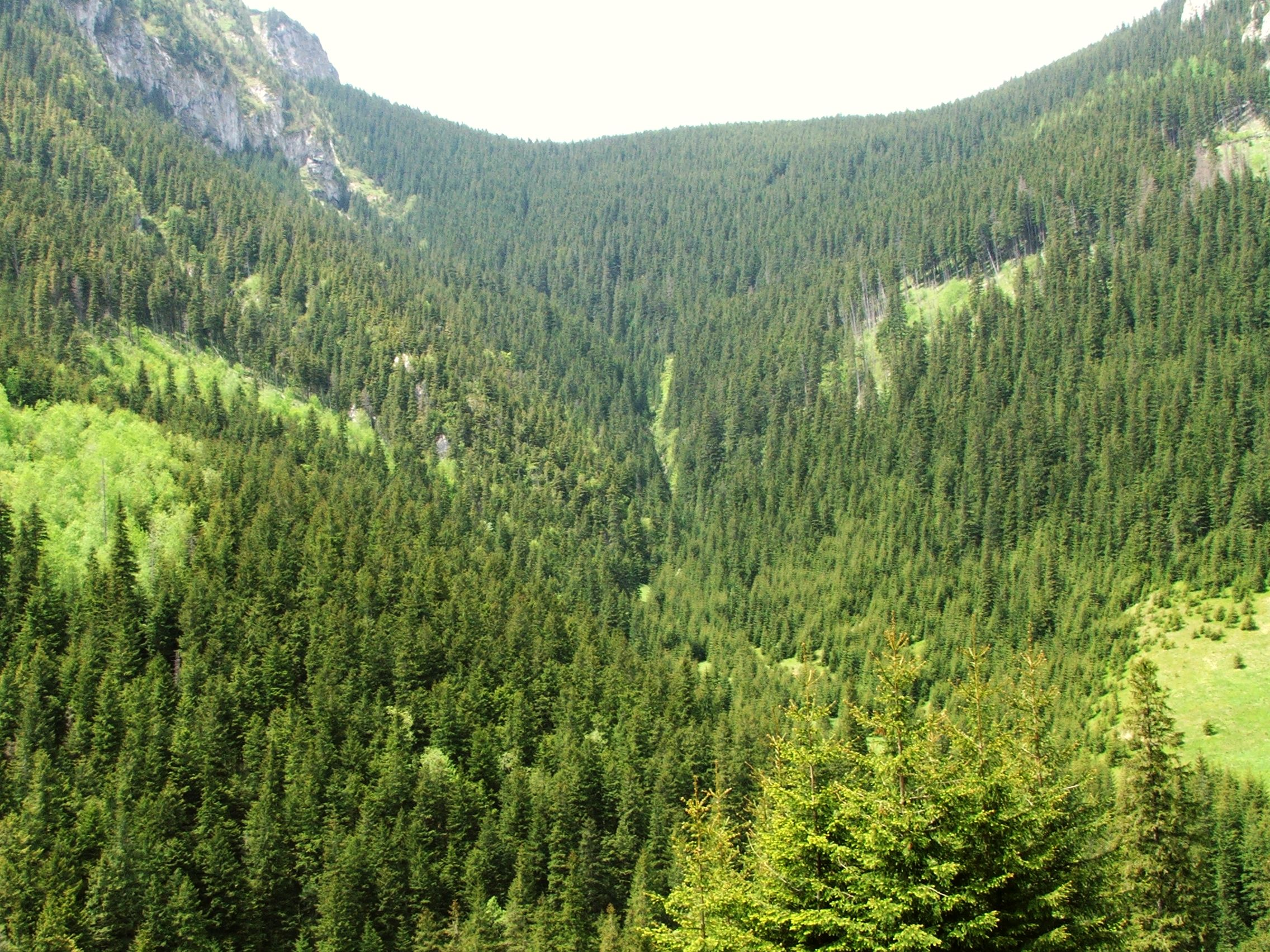
Żleb Żeleźniak – rejon dawnej kopalni Maturka

Maturka – dawna kopalnia rudy żelaza w Tatrach Zachodnich. Znajdowała się w Dolinie Kościeliskiej w dolnej części stoków grzbietu Maturowych Stołów, na wysokości około 1225–1240 m. Rudę zwożono drogą przez żleb Żeleźniak do Polany Pisanej, a następnie w dół Doliną Kościeliską. Kopalnia działała w pierwszej połowie XIX wieku. Wydobywano tutaj dobrej jakości hematyt. Pozostałością po kopalni jest kilkanaście sztolni o łącznej długości 120 metrów i głębokości 18 metrów.
Nazwa kopalni pochodzi od spotykanego na Podhalu nazwiska, czy też przezwiska Matura.